# Albert Boucau
Pour les articles homonymes, voir Boucau (homonymie).
Albert Boucau est un homme politique français né le 26 décembre 1826 à Dax (Landes) et décédé le 24 juillet 1893 à Lévignacq (Landes).
Notaire à Lévignacq, il est député des Landes de 1871 à 1876, de 1881 à 1885 et de 1886 à 1889, siégeant au groupe de l'Union républicaine puis de l’Union des gauches. 

### Sources
- « Albert Boucau », dans Adolphe Robert et Gaston Cougny, Dictionnaire des parlementaires français, Edgar Bourloton, 1889-1891 [détail de l’édition]
- « Albert Boucau », dans le Dictionnaire des parlementaires français (1889-1940), sous la direction de Jean Jolly, PUF, 1960 [détail de l’édition]